# 社会游戏
《社会游戏》（韓語：소사이어티 게임），是韓國TVN電視台的心理戰遊戲綜藝節目，由心理戰遊戲綜藝節目《The Genius》的導演鄭中淵擔任導演。由製作單位挑選22名參賽者一起合宿2周，期間有許多遊戲將會進行。生存到最後的玩家最多可獲得一億五千萬韓圓獎金。
除此之外，製作單位亦會於進行中增加改變之設定(詳見下方特殊事件)，使村莊結構有所改變。

第一季2016年6月起，第二季2017年5月21日皆有於網上募集參賽者，而於同年8月25日起播出第二季，參賽者將包含笑星張東民等22人參與。

## 節目形式
製作單位建立一大型模擬社會（圓形村莊），其中包含一個中立區域與兩個社會,兩個社會分別稱為高村和馬村。

開始人數限制一村為11位村民，且限制男性村民為7人，女性村民為4人。

每天會在中立區域舉行村落對抗遊戲(遊戲包含智力、體力和感官三個領域，第二季已不再使用以上領域劃分)，

遊戲獲勝的村可獲一千萬韓圓獎金（後期獎金逐步上升）並可書寫黑名單（進入黑名單2次者淘汰），勝利村領導者可以決定該村中的獎金分配方式，

(第二季起，該天遊戲獲勝的村落獲得獎金只有勝利村領導者分配，並可對過去分配的獎金重新分配(上限為一天一千萬韓圓)，直至決賽也不公布。)

而失敗的村落必須由領導者指定一名淘汰者。(第二季起，高村改為進行淘汰者投票)

若該淘汰者於於前面競賽中有累積獎金，則累積獎金將全數歸零，而並不會回歸到村落或其他存活的村民身上。

第二季起，若兩村競賽前人數不一致，村民少的村莊將可指定村民多的村莊中哪幾位村民不得參賽，直至兩村村民人數相等為止。

第二季起，換過一次村的村民，之後不管如何都不能再換村。

### 高村特色
高村以民主投票作為特色

以民主主義的全員投票意見決定領導者
- 由民主投票方式每天選出領導者，因此領導者任期只有一天
- 每天投票，以先到先得方式成為候選人，候選人最多三位，前一天領導者自動成為候選人
- 而第二季起，為強化民主投票機能，挑戰失敗時，全員即時進行淘汰者投票

### 馬村特色
馬村以獨裁體制作為特色

僅能透過少數權力叛亂時（遊戲中將由馬村領導者給予兩位玩家鑰匙）並獲一半以上村民同意，才會更換領導者。
- 馬村首名領導者在完成一個特殊的任務當選。
- 領導人必須分配兩個村民擁有反抗的鑰匙。
- 只有擁有反抗的鑰匙的村民可進行叛亂，叛亂需在半小時內獲一半以上村民同意，才會更換領導者。
- 如半小時內失敗，則帶領叛亂者反抗的鑰匙沒收並由領導人重新分配。
- 而第二季起，馬村發動叛亂鑰匙的村民若帶領叛亂失敗，則將立刻自動進入黑名單。

## 參賽者

### 第一季
| 姓名     | 姓名      | 職業與背景資訊                                                               | 首集分組競賽名次   |
| 汉字     | 谚文      | 職業與背景資訊                                                               | 首集分組競賽名次   |
| -------- | --------- | ---------------------------------------------------------------------------- | ------------------ |
| 朴書賢   | 박서현    | 大學生，延世大學作曲系在校生                                                 | 智力組第一名，女性 |
| 梁相國   | 양상국    | 諧星，KBS 22期                                                               | 智力組第二名，男性 |
| Oliver張 | 올리버 장 | 模特，約翰霍普金斯大學醫預系畢業                                             | 智力組第三名，男性 |
| 李慧星   | 이해성    | 大學生，首爾大學經營學在校生，準備法學院考試中                               | 智力組第四名，男性 |
| 洪師赫   | 홍사혁    | 首爾大學醫學博士生(整形外科)                                                 | 智力組第五名，男性 |
| 蔡智媛   | 채지원    | 大學生(另一節目《The Genius》亞軍吳賢旻的朋友)，浦項工科大學產業經營系在校生 | 智力組第六名，女性 |
| 縣慶烈   | 현경렬    | 創業開發理事，首爾大學資訊工程博士                                           | 智力組第七名，男性 |
| 崔雪花   | 최설화    | 芭蕾講師、健身教練、鋼管舞教師，慶熙大學舞蹈系畢業                           | 體力組第一名，女性 |
| MJ Kim   | 엠제이 킴 | 綜合格鬥選手                                                                 | 體力組第二名，女性 |
| 李秉觀   | 이병관    | 服裝業(創業準備中)，加州大學河濱分校經營系畢業                               | 體力組第三名，男性 |
| 任東煥   | 임동환    | 手機開發研究員，延世大學機械工程系畢業                                       | 體力組第四名，男性 |
| 黃仁善   | 황인선    | 歌手(produce101 27位)，成均館大學舞蹈系畢業                                  | 體力組第五名，女性 |
| Pharoh   | 파로      | Rapper(Crossfit 製作人)，京畿大學體育經營系畢業                              | 體力組第六名，男性 |
| 鄭仁職   | 정인직    | 大學生，首爾大學體育教育系，籃球部                                           | 體力組第七名，男性 |
| 權雅率   | 권아솔    | 綜合格鬥選手(ROAD FC輕量級冠軍)，立命館亞洲太平洋大學經營系輟學              | 感官組第一名，男性 |
| 金熙俊   | 김희준    | 英語學院代表，首爾大學碩士生，伊利諾大學體育經營學畢業                       | 感官組第二名，男性 |
| 尹Macho  | 윤마초    | 雜誌編輯(Maxim韓國編輯)，首爾時尚學院時尚商務畢業                            | 感官組第三名，男性 |
| 楊智安   | 양지안    | 派對策劃，延世大學新聞放送系畢業                                             | 感官組第四名，女性 |
| 尹太真   | 윤태진    | 主播                                                                         | 感官組第五名，女性 |
| 申宰赫   | 신재혁    | 模特，首爾文化藝術學模特系休學                                               | 感官組第六名，男性 |
| 朴夏愛   | 박하엘    | 大學生，高麗大學國際學校在校生，跆拳道4段，課外參加社會人士所組的棒球隊      | 感官組第七名，女性 |
| 韓星     | 한별      | 歌手 ，澳大利亞昆士蘭大學口腔醫學院輟學                                      | 感官組第八名，男性 |

### 第二季
- 以下為海報上出演成員由下至上，由左至右的站位

| 姓名          | 姓名      | 職業與背景資訊                                                                | 首日自行選擇之村莊                     |
| 汉字          | 谚文      | 職業與背景資訊                                                                | 首日自行選擇之村莊                     |
| ------------- | --------- | ----------------------------------------------------------------------------- | -------------------------------------- |
| 李天秀        | 이천수    | 足球運動員                                                                    | 馬村                                   |
| 張東民        | 장동민    | 諧星、放送人、《The Genius》 S3,S4 冠軍                                       | 高村                                   |
| 朱利安·姜     | 줄리엔 강 | 演员                                                                          | 高村                                   |
| 曹準好        | 조준호    | 柔道教練，選手時期曾獲奧運柔道銅牌。                                          | 馬村                                   |
| 鄭仁泳        | 정인영    | KBS N Sports女主播。                                                          | 高村，首日因村民人數不均而自願轉至高村 |
| 柳勝玉        | 유승옥    | 模特、演员，曾獲得世界健美達人稱號。                                          | 馬村                                   |
| 李準碩        | 이준석    | 政客、投資家、《The Genius》 S1,S4 參加者，參與第20屆國會議員競選但不幸落選。 | 高村                                   |
| MJ Kim        | 엠제이 킴 | 綜合格鬥選手、《Society Game》 S1 決賽落敗村                                  | 高村                                   |
| 高佑麗        | 고우리    | 藝人、演員、前女子組合Rainbow成員                                             | 高村，首日因村民人數不均而自願轉至高村 |
| 鶴辰          | 학진      | 演员、前排球運動員(10年經歷)                                                  | 高村，首日因村民人數不均而自願轉至高村 |
| KASPER        | 캐스퍼    | 饶舌歌手、安默斯特學院學士                                                    | 高村                                   |
| 具新春        | 구새봄    | 播音員、埃默里大學學士                                                        | 馬村                                   |
| 朴光在        | 박광재    | 演員、前籃球運動員(身高195公分)                                               | 馬村                                   |
| 權敏碩        | 권민석    | 拳擊運動員（MMA選手，有「美男鬥士」稱號）、第一季參賽者權雅率的朋友           | 馬村                                   |
| 鄭恩雅        | 정은아    | 約翰·霍普金斯大學在學學生、現年20歲、本季忙內                                 | 馬村                                   |
| Alpago Sinasi | 알파고    | 土耳其籍外籍記者、合氣道3段。                                                 | 馬村                                   |
| 朴俞里        | 유리      | 模特，俄羅斯出身，現年24歲。 現為Esteem娛樂旗下藝人。                         | 高村                                   |
| 金會吉        | 김회길    | 健美模特、韓國陸軍士官學校畢業、龍仁大學學士                                  | 高村                                   |
| 朴賢碩        | 박현석    | 釜山大學牙醫學院研究生、門薩會員（IQ156）、曾擔任過體育協會的跑步隊隊長。     | 高村                                   |
| 金光鎮        | 김광진    | 律師、前大韓民國第19屆國會議員                                                | 馬村                                   |
| 孫泰浩        | 손태호    | 前PD，目前待業中，高麗大學學士。                                              | 馬村                                   |
| 金荷娜        | 김하늘    | 在澳洲工作的律師、昆士蘭大學學士。                                            | 馬村                                   |

## 特殊事件

### 第一季
- 每日會給各村領導者一封提示信與氣泡飲料，高村的提示信組合後可得到「倉庫米缸底部」之提示，馬村的提示信組合後可得到「枕頭」之提示。

1. 高村第七集於倉庫米缸底部找到「領導者的名牌」之道具，可選擇除了最終挑戰日之外的某一天成為高村的領袖，道具可以轉讓，但只能使用一次。（高村領導者與村民共同決定交由發現者Pharoh保管此道具）
2. 馬村李秉觀於第六集於枕頭內的棉花夾層中，找到額外的「叛亂的鑰匙」之道具，使用方法與一般由領導者所發給的叛亂的鑰匙相同。（馬村李秉觀於第八集與同村之縣慶烈進行交易，交易內容為：縣慶烈於第八集、第九集各少拿獎金一百萬韓元，而此李秉觀將此額外的叛亂的鑰匙交給縣慶烈）

- 第三集開放各村之監獄，各村只要關一人進去每小時獲得2.5公斤冰塊，最多可關10小時(即最多獲得25公斤冰塊)，但中途不可換人。在監獄的村民將不得參與挑戰或背叛，但同時也不會被淘汰。
- 第四集與第十集開放村民交換，但名額限一名，且只能一對一交換。若有一方超過一人想要交換時，由對方領導者指定一人；若有一方沒有人想交換時，有同一方領導者指定一人。之前獲得的獎金將伴隨交換者一起交換。
- 第五集因高村熱身賽勝利，而於高村開放彩票球機，一張彩票一百萬元，村民可利用獲得獎金購買彩票。彩票機中有1個一等號碼、6個二等號碼、1個三等號碼；抽到一等號碼可獲獎金600萬元，二等號碼可獲獎金100萬元，三等號碼可獲獎金0元。領導者不得參與此彩票遊戲，想要購買彩票的村民將名牌交給領導者，然後得到彩票。（扣去購買彩票，高村Macho尹獲得500萬元，Pharoh則失去100萬元，其他村民沒有改變。）
- 第六集因馬村熱身賽勝利，而於馬村開放監獄，只要關一村民進去，即可每小時獲得100萬韓元，最多可關10小時(即最多獲得1000萬韓元)，但中途不可換人，且在監獄中的村民將不計入該村的總人數。在監獄的村民亦將不得參與挑戰或叛亂，但同時也不會被淘汰。而叛亂結束後監獄門將自動開啟。而獲得獎金由馬村領導者分配。
- 第七集舉辦特別拍賣，村民將可用自己獲得得獎金參與拍賣活動，拍賣價從100萬韓元開始，每次喊價將以100萬韓元增長。此次拍賣物品為炸醬麵一碗，只由最後中標者一人於中立村獨自享用，但不得帶回村落亦不得與他人他分享。（最後高村尹Macho以200萬元中標）
- 第八集高村熱身賽獲得的神祕箱子，其內之紙條寫：「到鄰村玩吧，會有零食等著你們。訪問時間另行告知。」而高村則是以領袖訊息的方式告知，告知內容為：「鄰村居民即將來訪，請準備韭菜餅」，並獲得韭菜餅的食譜與材料。（雙方訪問時間為1小時）隨後亦通知雙方村民，明日同一時間將舉行村民交換。
- 第十一集Pharoh使用「領導者的名牌」之道具，因此直接成為高村村長。同時，當日製作組亦傳達信件給各村村長，告知所有參賽者（包含已淘汰者）的意見調查表，同時僅需將有趣的意見念給村民聽。

1. 魅力女第一名：MJ Kim(金智敏)，第二名：尹泰真、崔雪花、朴書賢。
2. 魅力男第一名：鄭仁職，第二名：李秉觀、Oliver 張、任東煥、洪師赫。

- 第十二集製作單位邀請前面所有淘汰者回到圓形村莊；且決賽開始前馬村有五位村民存活，因此必須由馬村領導者淘汰兩位村民。（高村則是剛好剩3位村民，全員進入決賽。）
決賽開始前，製作組免費提供特別event（Party餐飲）給所有的村民與淘汰者，同時於餐會中，以信件告知兩村領導者決賽遊戲的規則。

### 第二季
- 第一集由參與者自行選擇想加入的村落，而未進行分組競賽評定各人能力與名次。
  - 與第一季不同的是，製作組將提供醬油、鹽、蛋白粉、米、土豆、大豆、白菜。
  - 由於馬村人數過多，有數位自願者前往高村，以平衡人數。
  - 高村村民頑皮，將鏡子黏於長竿上窺視馬村動態。
- 第二集製作單位於兩村村長家中放置剛斷奶的小狗。 
  - 高村小狗名為白菜；馬村小狗名為土豆。
  - 兩村每日均需製作並餵食小狗三次輔助食品。

- 第九集製作單位於預賽獲勝村中放置娃娃機，每人可抓兩次；每隻抓娃娃上都會寫日常用品名稱，可拿娃娃至村長信箱中與製作組交換真實日常用品。 
  - 獎品包含：巧克力餅乾、棒棒糖、烤雞蛋、炸醬麵、迷你電扇、速溶咖啡、可樂、迷你火腿腸、泡麵調料。
  - 每種獎品均只有一人份。

## 各集遊戲介紹

### 第一季
- 第二天村落對抗遊戲：人體將棋

1. 各村自行決定1-11號棋子背後之人名，而1-11中必須要有王(但王不具有對抗能力)。
2. 棋子在同一層可走1-2步，若爬至不同層只能走一步。
3. 若敵對之兩棋向遇則進行對抗：
雙方棋子數目總和小於10：智力對抗，對抗雙方可先取得一個提示信封，之後由螢幕出現問題搶答。
雙方棋子數目總和10,11,12：感官對抗，投擲遊戲。
雙方棋子數目總和大於12：體力對抗，雙方綁上繩子（繩子另一端綁著神像），若對抗中任一方神像掉落則判定失敗。
4. 勝利條件:
(a)吃掉對方的王。
(b)己方的王走到對方棋盤底線。
(c)吃光對方除了王以外之所有棋子。

- 第三天村落對抗遊戲：苦難的圓桌

1. 各村派出三人舉起80公斤的木桌桌面。
2. 工作人員於桌腳放置雞蛋。
3. 其餘各村成員參與螢幕顯示之數字問答，並骰子(1-6)面作為回答工具。
4. 若有成員舉錯，則在木桌桌面上增加5公斤x答錯人數之沙袋。
5. 遊戲進行到最後，若無法舉起桌面與懲罰沙袋，導致桌腳之雞蛋破裂，即為失敗村。

- 第四天村落對抗遊戲：四人五腳

1. 各村派出四人綁成四人五腳的形式。
2. 以四人五腳形式行進至各關，依序進行遊戲（七巧板遊戲→套環遊戲→七巧板遊戲→套環遊戲）；而輪到該遊戲的參與者時，需戴上指定帽子，完成後必須傳給下一遊戲的參與者。
3. 遊戲總花費時間最短的村落，即為勝利村。

- 第五天村落對抗遊戲：抽地板

1. 地板為100塊，兩隊各派出六人站於其上。
2. 剩下村民看著螢幕上公開的數字版，10秒內找出能組合出乘法的式子（例如：6x3 = 18），但組成數字的順序不可改變。
3. 兩個村落交替進行，答錯、超過時限與重複回答已答過的乘法組合均視為誤答，將消除與誤答人數相同數目的方塊，另外若同一人若誤答兩次將結束該局遊戲。
4. 若站在地板上的六人中，有任一人之任一身體部位碰觸到地面，即為失敗村。

註：對戰數回合後，將不在螢幕上顯示已經被回答過的乘法組合。
- 第六天村落對抗遊戲：數字爬繩

1. 各村有兩列(一列各8個)方塊，數字範圍在1-30之間。
2. 兩村選出爬繩代表2人，由一人先爬到頂端後，開始由上往下撕開紙張公開數字。若未撕完而無體力繼續撕下一張，則必須回到地面後再爬上去撕或先換下一人撕另一列。
3. 剩下居民背下公開的數字，依序拿著旗子進入問題之屋解開屋內的問題。
4. 每個村民必須答對一題，而總花費時間較少的村落獲勝。

- 第七天村落對抗遊戲：界外球

1. 各村領導者選出接球的村民3位，與接球後用球擲目標板的村民一位，其餘剩下村民參與智力遊戲（交錯回答）。
2. 根據回答的正確與否，決定飛來村莊的球的數量。(回答正確的村子會飛來2個球，錯誤的村子只會飛來一個球)
3. 接球的村民用腰間籃子接球。
4. 接球完之後，繼續進行智力測驗(總計20回)。
5. 結束後，投球村民開始用前面獲得球丟擲目標板。（只有有落地的目標板才記入數量）
6. 砸落越多目標板的村落，即為勝利村。

- 第八天村落對抗遊戲：不屈的跑者

1. 各村選出3位跑者於跑步機上跑步。
2. 剩下村民輪流對目標板投球。
3. 當己方村落擊落一枚目標板時，可指定對手村落某一台跑步機加速（跑步機速度有七段，分別為8、10、12、13、14、15與16 km/h），但必須要於10秒內決定，不然決定權將落到對手村手上。
4. 若3名跑者都淘汰則成為失敗村（或最後剩下較多跑者的村落獲勝）。

- 第九天村落對抗遊戲：復仇的樵夫(Lumberjack)

1. 各村選出2位村民劈柴，必須將劈柴裝滿指定的管子。裝滿後，將管內的圓盒推至管子另一出口(但取出圓盒時，手不能觸及管子)。
2. 各村選出1位村民解出圓盒中的暗號，並利用暗號打開上鎖的箱子(箱子中裝有骰子)。
3. 各村選出4位村民，將骰子疊成高度為15個骰子的骰子塔。
4. 較快建立好4個骰子塔並支撐5秒不倒的村落，即為勝利村。

- 第十一天村落對抗遊戲：馬賽克

1. 所有村民均疊完高度為10個骰子的骰子塔，時間不限。
2. 所有村民疊完後骰子塔，電視牆公開馬賽克圖像(此圖像為：橫向標明數字1到10，縱向標明英文字 A到J ，共100格的馬賽克形狀)。
3. 正確馬賽克圖像顯示10秒，隨後正確個數顯示5秒；接著顯示變形的馬賽克圖形。
4. 馬村高村村民交錯站立，輪流回答出不同處的座標（以數字和字母之組合表示）。若有任一村村民答錯三次或正解均被回答，則換新的馬賽克題目。
5. 村民每答錯一次就要新疊一個骰子於其建立的骰子塔上，若骰子塔倒了則該村民淘汰。
6. 剩下最後一個骰子塔未倒的村民，其所屬村莊即為勝利村。

- 第十二天村落對抗遊戲：旋轉文字

全部20個三角柱被設置，每個三角柱有一個馬村文字、一個高村文字與一個問號。

1. 兩村會各自事先拿到兩個原始文字，各村選出2位村民坐於旋轉盤上。
2. 兩村各另有一村民不停旋轉20個三角柱（兩村負責旋轉三角柱的村民，將自己村的文字轉朝外），圓盤上的村民們則是儘速完成4個三個字的詞語。
3. 答對的村民可下轉台並一起協助參與旋轉20個三角柱，較快完成的村落即為勝利村。
例子：原始文字為「保」，則村民必須從20個三角柱上找出可以組成三個字且該詞彙中有「保」的詞語。
備註：坐在轉台上回答問題之村民與旋轉三角柱之村民可以互相溝通，但旁邊等候區的村民禁止幫助回答或提示坐在轉台上回答問題之村民。

- 第十三天村落對抗遊戲：擰毛巾

1. 用毛巾吸水後，至各隊的水槽把水擰出。限制只能以擰毛巾的方式運送水，其他方法運水一律不可；若毛巾有異物(例如：沾有沙土)，須清洗乾淨後，方能繼續運水
2. 水槽中有一木頭方塊，當水族夠多時將會浮起，村民需打開方塊中之密碼，再以聲音的方式通知下一位村民。
3. 下一位村民聽到密碼後，利用獲知的密碼打開箱子，接著使用箱子內的數字方塊，完成盒蓋上的算式組合。完後算式組合後舉旗。
4. 所有村民均需完成一次算式組合，總所耗費時間較快的村落獲勝。

決賽規則：每個遊戲有三個領域（智力、體力、感官），各村每位村民須各自負責一個領域且不同領域的村民不得互相幫助。

若一旦有村莊率先取得二勝，則將不進行第三個遊戲。

- 第十四天村落對抗遊戲(第一回合)：一半管道(Half-pipe)

1. 負責體力領域的村民，必須在出發地點將製作單位提供的球（一次需放三個），放到半管中並僅以手握住半管下方之握把，將半管中的三個球轉移到指定籃子中。
2. 負責感官領域的村民，將籃子中的球取出後投擲，將16格目標板全數擊落，每擊落一塊目標版就會公開一個文字。
(體力領域與感官領域將不停反覆進行)
3. 負責智力領域的村民，須將公開的文字重新組合，組成6組3個字的詞。組合完成後，以舉旗進行搶答，一次須回答6組3字詞，限時20秒。
4. 總所耗費時間較短的村落獲勝。

- 第十四天村落對抗遊戲(第二回合)：拼圖塔

1. 遊戲開始後，20公斤的沙從高處的箱子中掉出。底下有一翹翹板，翹翹板的一端為承接上方高處箱子漏沙的另一箱子，而翹翹板另一端用繩子固定後，該條繩子穿過一個定滑輪後自由垂下。
2. 負責體力領域的村民，必須拉住繩子，使翹翹板平衡。
3. 負責感官領域的村民，需在保持平衡狀態的翹翹板的中央，依照指示將各自寫有1-108之間數字的108塊積木組合成拼圖塔。（即將拼圖塔建立於翹翹板中央）
備註：負責感官領域的村民在完成拼圖塔後，可用手幫忙穩住拼圖塔。
4. 拼圖塔完成後，負責智力領域的村民摘下眼罩，解開拼圖塔背後的圖畫暗號。
備註：若除下眼罩後拼圖塔倒塌，則重新再拚的過程中，負責智力領域的村民不需要再戴上眼罩。
5. 總所耗費時間較短的村落獲勝。

（本次答案為：PEOPLE，是利用顏色色塊的邊界作為字母邊界。）

- 第十四天村落對抗遊戲(最終回合)：不屈的跑者Ⅱ

1. 負責體力領域的村民擔任跑者，站在靜止不動的跑步機上。
備註：該跑步機一開始速度為零，後續的速度等級各自分別為4、6、8、10、11、12、13、14、15、16 km/hr，若升至16km/hr後將不會再上升。
2. 負責智力領域的村民，將螢幕公開的數字與算符排列成等號成立之算式；或將螢幕公開的文字，排列成通順之句子。排完後以抓住木棒的方式進行搶答。
備註：回答時，需用數字、算符或文字下方的英文代碼回答，而非直接講出答案。
3. 若對方回答出正確答案，則己方負責感官領域的村民，需在僅有一次投環機會的投擲遊戲中，將環順利投入指定之木棒中，則負責體力領域的村民之跑步機將維持原本的速度；若未將環投進指定的木棒中，則跑步機的速度將會提升一級。
4. 跑者最後未掉下跑步機的村莊獲勝。

### 第二季
- 第二天村落對抗遊戲：十的製作（Ten Made）

1. 各村開始時會獲得+、÷，以及雙方村長自選自0-8的數字（熱身賽獲勝的村莊可先選，另一村只能從剩下的數字中選）
2. 而各村每人代表對方村落的一個數字牌或符號牌，由領導者決定0-8的數字牌以及-和×的符號牌，
3. 各村按照先後選擇牌以及挑戰村民，並與代表該牌的玩家挑戰遊戲（每個遊戲有五位對方村民負責防守）。
  - 遊戲介紹：
    - 石像：雙方綁上繩子（繩子另一端綁著神像），若對抗中任一方的神像掉落則判定失敗（與第一季相同）。
    - 繩子：村民繞指定木樁跑，以解開纏於木樁上的繩子，而當村民自行判斷繩長足夠繼續前進時，則可繼續向前跑，並跨過兩個橫的倒木，於終點取得神像。
    - 鐵路：遊戲共使用十二張鐵路拼圖，把十二張鐵路成為一個閉合鐵路
    - 記憶：遊戲在紅、藍、黃、綠四色的兔、鼠、狗、羊抽取六個，挑戰者需記憶，挑戰者聽取指定的問題後，用骰子上的數字進行作答。
4. 勝利者可奪走失敗者的牌，並加入自己村落的數列之中，同時將進攻權交給對方村。
5. 遊戲將進行12回合，失去數字方塊的村民將不可再進行遊戲。
6. 最終各隊將數列收集的數字和運算符號重新排列，達成10且用越多牌子的村落獲得勝利；若兩隊都無法完成10的時候，則由獲得較多方塊的村落取得勝利。

- 第三天村落對抗遊戲：攀登架

1. 各村將頭腦代表與體能代表各一名組成一隊，每村各需組5隊。
2. 頭腦代表將前方的問題板打開後，記下16個圖案的位置。
3. 體能代表將身上的不鏽鋼圈繫上繩索後，沿繩索通過一攀登架，至敵村面前蓋上問題板。
4. 兩村問題板都被敵村關上時，頭腦代表開始看LED顯示幕上的圖形，並於10秒內寫下該圖形所在的座標。
5. 獲得三回合勝利的村莊取得勝利。

- 第四天村落對抗遊戲：俄羅斯套棋

1. 各村擁有自己村落顏色大中小各兩隻的套棋，共6隻套棋。
2. 和過三關（台灣民間稱為「井字遊戲」或「圈圈叉叉」）相似，把自己村落顏色的套棋用三隻連成一條線獲勝。
3. 大一級的套棋也可將較小的套著並成為自己的站點。
4. 自己村落顏色的套棋可自由移動，但若下方本身已有套棋，則只能移動最上方的套棋
5. 兩隊另各有四名村民圍成一圈，倆倆之間需各手持一水桶，每次下棋落敗的村，將會在前述的水桶中加水，能堅持到最後者勝利。

- 第五天村落對抗遊戲：吊橋

1. 各隊村民要在90秒內通過由20個木板組成的吊橋，一次僅一個人通過吊橋。
2. 超過時間或是從吊橋上墜落的村民直接從遊戲中淘汰。
3. 從成功通過吊橋的村民中各選出一人來解旋轉三角形問題，答對隊伍獲得一分。
4. 不論答對與否，回答過問題的村民都不能在進行遊戲。
5. 每一回合結束後，吊橋會減少4個木板，以相同方式進行6回合比賽，高分隊伍獲得勝利。
6. 旋轉三角形：被分成12格的正三角形內，標示著12個數字，在10秒內記下，在數字隱去後三角形會旋轉，再以標示著0~5的骰子回答指示位置內的數字。

- 第六天村落對抗遊戲：三角拔河

- 第七天村落對抗遊戲：方塊代碼

1. 各村選出4名頭腦代表負責猜中方塊代碼，剩餘的村民是體能代表。
2. 體能代表負責按照顯示的顏色順序（分別為藍、黃、紅、綠）及數字方向（1-6）放置各村的4個大型方塊到方塊架上。
3. 方塊放置完成後，頭腦代表需要喊出正答並回答自己村4個方塊上的代碼所組合起來呈現的文字，回答正確後會移動到等待席，在遊戲中除外。
4. 如頭腦代表回答錯誤則全體村民於30秒內不能回答問題。
5. 回答正確的村將會刷新方塊放置的規則，代碼組合的難易度會逐漸降低。
6. 以上述的規則重覆進行遊戲，其中一條村全體的頭腦代表回答正確則為之勝利。

- 第八天村落對抗遊戲：Colour Punch

- 第九天村落對抗遊戲：記憶德州撲克

- 第十四天村落對抗遊戲(第一回合)：重力BINGO
  - 三名代表所需能力：
    1. 耐力、力氣
    2. 記憶
    3. 記憶、戰略分析能力

  - 遊戲規則：

  1. 體能代表提起籌碼配置圖(紅或綠實心圈圈組成，共有81個)(耐力)，讓同隊的頭腦代表觀看。
    - 箱子重量為體能代表體重的2/3(力氣)。
    - 籌碼配置圖分成九個區域，每區有3*3個紅或綠實心圈圈。

  2. 頭腦代表進入房間內後，選擇螢幕上九個區域中任一個號碼（此時螢幕上均為無色，只有數字）(記憶)。
  3. 頭腦代表離開房間後，將此號碼告知同隊另一位頭腦代表。
  4. 另一位頭腦代表把相對應的號碼取出，不論顏色為何，均需將此籌碼放入Bingo板中。
  5. Bingo板共八列，除最高一行外，其他行皆隱藏，因此頭腦代表需記憶Bingo板中籌碼的情況。(記憶)
  6. 先在Bingo板上以4個同色籌碼（橫/豎/斜方向）的該色村莊獲勝。(戰略分析能力)
    - 亦即須注意顏色，否則將有可能導致敵村獲勝。

## 各集對抗遊戲、獲勝村落、黑名單與淘汰者

### 第一季
| 天數       | 集數       | 播出日期       | 村落對抗遊戲                                | 獲勝村落 | 黑名單(次數)1 | 淘汰者                      | 淘汰前之獎金        |
| 1          | 1          | 2016年10月16日 | 顏色記憶、搬沙袋、投擲遊戲                  | 不適用   | 不適用        | 不適用                      | 不適用              |
| 2          | 1          | 2016年10月16日 | 選出馬村領導者： 飲光由僅由蟲類打成汁的飲品 | 不適用   | 不適用        | 不適用                      | 不適用              |
| 2          | 1          | 2016年10月16日 | 人體將棋                                    | 馬村     | 無            | 尹泰真(高村)                | 0韓元               |
| 3          | 2          | 2016年10月23日 | 苦難的圓桌                                  | 馬村     | 無            | 申宰赫(高村)                | 0韓元               |
| 4          | 3          | 2016年10月30日 | 四人五腳                                    | 高村     | 洪師赫(1)     | 楊智安(馬村)                | 200萬韓元           |
| 5          | 4          | 2016年11月6日  | 抽地板 2                                    | 高村     | 任東煥(1)     | Oliver張 (第四集高村轉馬村) | 100萬韓元           |
| 6          | 5          | 2016年11月13日 | 數字爬繩                                    | 高村     | 金熙俊(1)     | 崔雪花(馬村)4               | 200萬韓元           |
| 7          | 6          | 2016年11月20日 | 界外球                                      | 高村     | 金熙俊(2)     | 楊尚國(馬村) 金熙俊(高村)   | 100萬韓元 500萬韓元 |
| 8          | 7          | 2016年11月27日 | 不屈的跑者                                  | 高村     | 任東煥(2)     | 朴夏愛(馬村) 任東煥(高村)   | 400萬韓元 500萬韓元 |
| 9          | 8          | 2016年12月4日  | 復仇的樵夫 (Lumberjack)                     | 馬村     | 李慧星(1)     | 蔡智媛(高村)                | 500萬韓元           |
| 10         | 9          | 2016年12月11日 | 馬賽克5                                     | 高村     | 洪師赫(2)     | 朴書賢(馬村) 洪師赫(高村)   | 500萬韓元 600萬韓元 |
| 11         | 10         | 2016年12月18日 | 不適用6                                     | 不適用6  | 不適用6       | 不適用6                     | 不適用 6            |
| 12         | 10         | 2016年12月18日 | 旋轉文字                                    | 馬村     | 無            | 寒星(高村)                  | 800萬韓元           |
| 13         | 11         | 2016年12月25日 | 擰毛巾                                      | 馬村     | 無            | 尹 Macho(高村)              | 900萬韓元           |
| 14         | 12         | 2017年1月1日   | 一半管道 (Half-pipe)3                       | 高村     | (none)7       | 黃仁善(馬村)8 李慧星(馬村)8 | 4400萬韓元          |
| 14         | 12         | 2017年1月1日   | 拼圖塔                                      | 馬村     | (none)7       | 高村                        | 4400萬韓元          |
| 14         | 12         | 2017年1月1日   | 不屈的跑者Ⅱ                                 | 馬村     | (none)7       | 高村                        | 4400萬韓元          |
| 最終獲勝者 | 最終獲勝者 | 最終獲勝者     | 馬村                                        | 馬村     | 獎金          | 獎金                        | 4800萬韓元          |

^Note 1 勝利村的領導者可不寫或寫一位村民為黑名單，黑名單不會公開，但進入黑名單兩次的村民將會自動被淘汰；若村民換村落，原有之黑名單紀錄將隨之轉移。

^Note 2 第四集熱身賽時，馬村的崔雪花於觀眾席位向同隊參賽者提示答案，因此製作單位判定馬村違規，進而判定高村勝利。

^Note 3 高村於第四集熱身賽獲得提示：未來有兩次挑戰賽與決賽中，會有擲球項目。

^Note 4 第五集淘汰者由馬村新領導者李慧星決定（而非原本領導者楊尚國）。

^Note 5 第十集村落對抗遊戲進行時，由於當日風較大，馬村鄭仁職(首輪)、高村權雅率(第四輪)、馬村縣慶烈(第四輪)、馬村黃仁善(第五輪)雖於先前疊骰子時並未倒塌，但於下一題之看馬賽克圖形時，骰子塔被風倒，進而判定淘汰。

^Note 6 第十集前半因下雨而無任何活動。

^Note 7 第十二集決賽時並無黑名單機制。

^Note 8 第十二集決賽前，因高村前剩三位村民，因此全員均進入決賽，不需淘汰村民；馬村因尚剩五位村民，因此必需由馬村領導者決定淘汰2位村民後，剩下3位村民方可進入決賽。

### 第二季
| 天數       | 集數       | 播出日期       | 村落對抗遊戲                                                                      | 獲勝村落 | 獎金分配                                     | 黑名單(次數)1 | 淘汰者2             | 淘汰前之獎金 |
| 1          | 1          | 2017年8月25日  | 不適用3                                                                           | 不適用3  | 不適用 3                                     | 不適用3       | 不適用3             | 不適用3      |
| 2          | 1          | 2017年8月25日  | 選出馬村領導者： 以手穿過有數條蛇爬行的箱子，並於箱子底部的孔洞中拿出叛亂的鑰匙。 | 馬村     | （1000萬韓元）                               |               | Kasper(高村)        | 0韓元        |
| 2          | 1          | 2017年8月25日  | 十的製作                                                                          | 馬村     | （1000萬韓元）                               |               | Kasper(高村)        | 0韓元        |
| 3          | 2          | 2017年9月1日   | 攀登架                                                                            | 高村     | 鄭仁泳 （1000萬韓元）                        |               | 金光鎮(馬村)        | 0韓元        |
| 4          | 3          | 2017年9月8日   | 俄羅斯套棋                                                                        | 馬村     | 鄭仁泳->朴賢碩 （1000萬韓元） （1000萬韓元） |               | 李準碩(高村)        | 0韓元        |
| 5          | 4          | 2017年9月15日  | 吊橋                                                                              | 高村     | 張東民 （1000萬韓元）                        | 金荷娜(1)     | MJ Kim(馬村)        | 0韓元        |
| 6          | 5          | 2017年9月22日  | 三角拔河                                                                          | 馬村     | （1000萬韓元）                               | 孫泰浩(1)     | 金荷娜(高村)        | 0韓元        |
| 7          | 6          | 2017年9月29日  | 方塊代碼                                                                          | 高村     | 朱利安·姜 （1000萬韓元）                     |               | 朴光在(馬村)        | 0韓元        |
| 8          | 7          | 2017年10月6日  | Colour Punch                                                                      | 高村     | 金會吉 （1000萬韓元） 鶴辰 （1000萬韓元）    |               | 鄭恩雅(馬村)        | 0韓元        |
| 9          | 8          | 2017年10月13日 | 記憶德州撲克                                                                      | 馬村     | （1000萬韓元）                               |               | 高佑麗(高村)        | 0韓元        |
| 10         | 9          | 2017年10月20日 | Multi Count                                                                       | 高村     | （1000萬韓元）                               |               | 李天秀(馬村)        | 0韓元        |
| 11         | 10         | 2017年10月27日 | 解鎖競賽                                                                          | 高村     | 金會吉 （1000萬韓元） 鶴辰 （1000萬韓元）    |               | Yury(馬村)          | 0韓元        |
| 12         | 11         | 2017年11月3日  | 記憶之塔                                                                          | 馬村     | （1000萬韓元）                               |               | 劉盛玉(高村)        | 0韓元        |
| 13         | 12         | 2017年11月10日 | 重力BINGO                                                                         | 高村     | (none)                                       | (none)        | 金會吉(高村)        | 1億500萬韓元 |
| 13         | 12         | 2017年11月10日 | 重力BINGO                                                                         | 高村     | (none)                                       | (none)        | 鄭仁泳(高村)        | 1億500萬韓元 |
| 13         | 12         | 2017年11月10日 | 算式填字                                                                          | 馬村     | (none)                                       | (none)        | 鶴辰(高村)          | 1億500萬韓元 |
| 13         | 12         | 2017年11月10日 | 算式填字                                                                          | 馬村     | (none)                                       | (none)        | 具新春(馬村)        | 1億500萬韓元 |
| 13         | 12         | 2017年11月10日 | 障礙接力                                                                          | 高村     | (none)                                       | (none)        | Alpago Sinasi(馬村) | 1億500萬韓元 |
| 13         | 12         | 2017年11月10日 | 障礙接力                                                                          | 高村     | (none)                                       | (none)        | 馬村                | 1億500萬韓元 |
|            |            |                |                                                                                   |          |                                              |               |                     |              |
| 最終獲勝者 | 最終獲勝者 | 最終獲勝者     | 最終獲勝者                                                                        | 高村     | 獎金                                         | 獎金          | 張東民              | 2000萬韓元   |
| 最終獲勝者 | 最終獲勝者 | 最終獲勝者     | 最終獲勝者                                                                        | 高村     | 獎金                                         | 獎金          | 朱利安·姜           | 1000萬韓元   |
| 最終獲勝者 | 最終獲勝者 | 最終獲勝者     | 最終獲勝者                                                                        | 高村     | 獎金                                         | 獎金          | 朴賢碩              | 2500萬韓元   |

^Note 1 黑名單與第一季相同，僅新增「若馬村有村民帶領叛亂失敗，則將立刻自動進入黑名單」。

^Note 2 高村的淘汰者將由全體多數決，若同票時由村長決定淘汰者，且村長不可淘汰。

^Note 3 首日因下雨，僅進行村民村落選擇，未進行競賽。

## 各村領導者變化

### 第一季
| 集數 | 播出日期       | 馬村領導者        | 高村領導者                        | 馬村叛亂者                          | 高村參選人                            | 被關進監獄者     |
| 1    | 2016年10月16日 | 李慧星            | Pharoh                            | 楊尚國(叛亂成功)                    | Pharoh：6票 金熙俊：4票 尹Macho：1票  | 不適用           |
| 1    | 2016年10月16日 | 楊尚國            | Pharoh                            | 楊尚國(叛亂成功)                    | Pharoh：6票 金熙俊：4票 尹Macho：1票  | 不適用           |
| 2    | 2016年10月23日 | 金熙俊            | 無                                | 金熙俊：6票 洪師赫：4票 Pharoh：0票 | 不適用                                |                  |
| 3    | 2016年10月30日 | 金熙俊            | 無                                | 金熙俊：6票 洪師赫：3票             | 馬村：韓星(6小時) 高村：Pharoh(2小時) |                  |
| 4    | 2016年11月6日  | MJ Kim            | 無                                | MJ Kim：8票 金熙俊：1票             | 不適用                                |                  |
| 5    | 2016年11月13日 | MJ Kim            | 權雅率(叛亂失敗) 李慧星(叛亂成功) | MJ Kim：8票 金熙俊：1票             | 不適用                                |                  |
| 5    | 2016年11月13日 | MJ Kim            | 權雅率(叛亂失敗) 李慧星(叛亂成功) | MJ Kim：8票 金熙俊：1票             | 不適用                                | 李慧星           |
| 6    | 2016年11月20日 | MJ Kim            | 無                                | MJ Kim：自動當選                    | 馬村：朴夏愛(8小時)                   |                  |
| 7    | 2016年11月27日 | MJ Kim            | 無                                | MJ Kim：8票 尹Macho：0票            | 不適用                                |                  |
| 8    | 2016年12月4日  | MJ Kim            | 李秉觀(叛亂成功)                  | MJ Kim：自動當選                    | 不適用                                |                  |
| 8    | 2016年12月4日  | MJ Kim            | 李秉觀(叛亂成功)                  | MJ Kim：自動當選                    | 李秉觀                                |                  |
| 9    | 2016年12月11日 | 尹Macho           | 鄭仁職(叛亂失敗)                  | 尹Macho：4票 MJ Kim：2票            | 不適用                                |                  |
| 10   | 2016年12月18日 | 尹Macho           | 無                                | 尹Macho：自動當選                   | 不適用                                |                  |
| 11   | 2016年12月25日 | Pharoh (使用道具) | 縣慶烈(叛亂成功) 鄭仁職(叛亂成功) | Pharoh：使用道具                    | 不適用                                |                  |
| 11   | 2016年12月25日 | Pharoh (使用道具) | 縣慶烈(叛亂成功) 鄭仁職(叛亂成功) | Pharoh：使用道具                    | 不適用                                | 縣慶烈           |
| 11   | 2016年12月25日 | Pharoh (使用道具) | 縣慶烈(叛亂成功) 鄭仁職(叛亂成功) | Pharoh：使用道具                    | 不適用                                | 鄭仁職           |
| 12   | 2017年1月1日   | MJ Kim            | 縣慶烈(使用道具)(叛亂成功)        | MJ Kim：3票 Pharoh：0票             | 不適用                                |                  |
| 12   | 2017年1月1日   | MJ Kim            | 縣慶烈(使用道具)(叛亂成功)        | MJ Kim：3票 Pharoh：0票             | 不適用                                | 縣慶烈(使用道具) |

- 由於高村是民主選舉制度選出領導者，因此該村並無叛亂者的角色。
- 一開始選出馬村領導者的方法：第一位喝光由僅由蟲類打成汁的飲品。
- 製作單位於第三集才告知兩村領導者監獄的用途，以及如何利用監獄獲得冰塊之方法。
- 製作單位於第四集開放村民交換(因無人自願，雙方領導者自行指定：馬村韓星←→高村Oliver張)；第十集馬村權雅率←→高村黃仁善
- 第五集馬村第二次叛亂（由李慧星發起）時，當時的領導者楊尚國亦前往敲鑼（希望能讓自己下台）。
- 第八集馬村叛亂（由李秉觀發起）時，當時的領導者李慧星亦前往敲鑼（希望能讓自己下台）。
- 第十一集馬村縣慶烈叛亂成功後，鄭仁職即時再次叛亂；同時高村於早上領導者選舉時，村民Pharoh 使用「領導者的名牌」之道具，故於當集直接成為高村領導者。
- 第十二集馬村進決賽之三位村民共同協議，讓縣慶烈以馬村領導者頭銜入場，因此讓縣慶烈使用額外的「叛亂的鑰匙」，並成功叛亂。

### 第二季
| 集數 | 播出日期       | 馬村領導者 | 高村領導者                            | 馬村叛亂者                                        | 高村參選人                  | 被對方村長指定 不得參賽者 | 被關進監獄者 |
| 1    | 2017年8月25日  | 金荷娜     | MJ Kim                                | 無                                                | MJ Kim：自動當選            | 不適用                    | 不適用       |
| 2    | 2017年9月1日   | 金荷娜     | MJ Kim                                | 朴光在（叛亂成功）                                | MJ Kim：自動當選            | 曹準好（馬村）            | 不適用       |
| 2    | 2017年9月1日   | 朴光在     | MJ Kim                                | 朴光在（叛亂成功）                                | MJ Kim：自動當選            | 曹準好（馬村）            | 不適用       |
| 3    | 2017年9月8日   | 鄭仁泳     | 無                                    | MJ Kim：2票 鶴辰：3票 鄭仁泳：5票                 | 不適用                      | 高村：高佑麗 馬村：劉盛玉 |              |
| 4    | 2017年9月15日  | 朱利安·姜  | 金荷娜（叛亂失敗） 李天秀（叛亂成功） | 鄭仁泳：1票 朱利安·姜：8票                        | 權敏碩（馬村）              | 不適用                    |              |
| 4    | 2017年9月15日  | 朱利安·姜  | 金荷娜（叛亂失敗） 李天秀（叛亂成功） | 鄭仁泳：1票 朱利安·姜：8票                        | 權敏碩（馬村）              | 不適用                    | 李天秀       |
| 5    | 2017年9月22日  | 鶴辰       | 無                                    | 朱利安·姜:2票 張東民:1票 鶴辰:6票                 | 不適用                      | 不適用                    |              |
| 6    | 2017年9月29日  | Yury       | 孫泰浩（叛亂成功）                    | Yury:5票 鶴辰:3票                                 | 孫泰浩（馬村）              | 馬村：鄭恩雅 高村：鶴辰   |              |
| 6    | 2017年9月29日  | Yury       | 孫泰浩（叛亂成功）                    | Yury:5票 鶴辰:3票                                 | 孫泰浩（馬村）              | 馬村：鄭恩雅 高村：鶴辰   | 孫泰浩       |
| 7    | 2017年10月6日  | 朴賢碩     | 曹準好（叛亂成功）                    | Yury:0票 金会吉:1票 朴賢碩:7票                    | 不適用                      | 不適用                    |              |
| 7    | 2017年10月6日  | 朴賢碩     | 曹準好（叛亂成功）                    | Yury:0票 金会吉:1票 朴賢碩:7票                    | 不適用                      | 不適用                    | 曹準好       |
| 8    | 2017年10月13日 | 朱利安·姜  | 無                                    | 朴賢碩:0票 朱利安·姜:4票（前任村长选择） 鶴辰:4票 | 朴賢碩（高村）              | 不適用                    |              |
| 9    | 2017年10月20日 | 朴賢碩     | 無                                    |                                                   | 不適用                      | 不適用                    |              |
| 10   | 2017年10月27日 | 朱利安·姜  | 無                                    |                                                   | 張東民（高村）              | 不適用                    |              |
| 11   | 2017年11月3日  | 朱利安·姜  | 無                                    |                                                   | 金會吉（高村） 鶴辰（高村） | 不適用                    |              |
| 12   | 2017年11月10日 | 張東民     | 無                                    |                                                   | 不適用                      | 不適用                    |              |

## 淘汰/獎金分配
- 圖例說明

  – 高村
  – 馬村
- 下列金額單位為萬韓元。

### 第一季
| Days              | Days              | Days              | Days              | Day 1         | Day 2                 | Day 3                 | Day 4                 | Day 5                    | Day 6                 | Day 7                 | Day 8                 | Day 9                 | Day 10                  | Day 11 | Day 12                | Day 13                  | Day 14                |
| ----------------- | ----------------- | ----------------- | ----------------- | ------------- | --------------------- | --------------------- | --------------------- | ------------------------ | --------------------- | --------------------- | --------------------- | --------------------- | ----------------------- | ------ | --------------------- | ----------------------- | --------------------- |
| 對抗遊戲 獲勝村落 | 對抗遊戲 獲勝村落 | 對抗遊戲 獲勝村落 | 對抗遊戲 獲勝村落 | (none)        | 馬村                  | 馬村                  | 高村                  | 高村                     | 高村                  | 高村                  | 高村                  | 馬村                  | 高村                    | 不適用 | 馬村                  | 馬村                    | 馬村                  |
| 高村領袖          | 高村領袖          | 高村領袖          | 高村領袖          | (none)        | Pharoh                | 金熙俊                | 金熙俊                | MJ Kim                   | MJ Kim                | MJ Kim                | MJ Kim                | MJ Kim                | 尹 Macho                | 不適用 | 尹 Macho              | Pharoh                  | MJ Kim                |
| 馬村領袖          | 馬村領袖          | 馬村領袖          | 馬村領袖          | (none)        | 李慧星 楊尚國         | 楊尚國                | 楊尚國                | 楊尚國                   | 楊尚國 李慧星         | 李慧星                | 李慧星 李秉觀         | 李秉觀                | 李秉觀                  | 不適用 | 李秉觀                | 李秉觀 縣慶烈 鄭仁職    | 鄭仁職 縣慶烈         |
| 黑名單            | 黑名單            | 黑名單            | 黑名單            | (none)        | (not used)            | (not used)            | 洪師赫                | 任東煥                   | 金熙俊                | 金熙俊                | 任東煥                | 李慧星                | 洪師赫                  | 不適用 | (not used)            | (not used)              | 不適用                |
|                   |                   |                   |                   |               |                       |                       |                       |                          |                       |                       |                       |                       |                         | 不適用 |                       |                         |                       |
|                   |                   |                   | 李秉觀            | 體力組 第三名 | $100                  | $200                  | -                     | -                        | -                     | -                     | $300                  | $600                  | -                       | 不適用 | $1200                 | $2200                   | 獲勝                  |
|                   |                   |                   | 鄭仁職            | 體力組 第七名 | $100                  | $200                  | -                     | -                        | -                     | -                     | $300                  | $500                  | -                       | 不適用 | $1000                 | $1600                   | 獲勝                  |
|                   |                   |                   | 縣慶烈            | 智力組 第七名 | $100                  | $200                  | -                     | -                        | -                     | -                     | $300                  | $400                  | -                       | 不適用 | $800                  | $1000                   | 獲勝                  |
|                   |                   |                   | MJ Kim            | 體力組 第二名 | -                     | -                     | $200                  | $200                     | $300                  | $400                  | $500                  | -                     | $1500                   | 不適用 | -                     | -                       | 落敗                  |
|                   |                   |                   | Pharoh            | 體力組 第六名 | -                     | -                     | $100                  | $200                     | $200                  | $400                  | $600                  | -                     | $700                    | 不適用 | -                     | -                       | 落敗                  |
|                   |                   |                   | 權雅率            | 感官組 第一名 | $100                  | $100                  | -                     | -                        | -                     | -                     | $200                  | $400                  | $600                    | 不適用 | -                     |                         | 落敗                  |
|                   |                   |                   | 李慧星            | 智力組 第四名 | $100                  | $200                  | -                     | -                        | -                     | -                     | $300                  | $300                  | -                       | 不適用 | $800                  | $1000                   | 淘汰                  |
|                   |                   |                   | 黃仁善            | 體力組 第五名 | -                     | -                     | $100                  | $200                     | $300                  | $400                  | $600                  | -                     | -                       | 不適用 | $600                  | $600                    | 淘汰                  |
|                   |                   |                   | 尹 Macho          | 感官組 第三名 | -                     | -                     | $100                  | $300                     | $900                  | $1000                 | $900                  | -                     | $900                    | 不適用 | -                     | 淘汰                    |                       |
|                   |                   |                   | 寒星              | 感官組 第八名 | $100                  | $200                  | -                     | $300                     | $500                  | $600                  | $700                  | -                     | $800                    | 不適用 | 淘汰                  |                         |                       |
|                   |                   |                   | 洪師赫            | 智力組 第五名 | -                     | -                     | $100                  | $200                     | $300                  | $400                  | $500                  | -                     | 淘汰                    |        |                       |                         |                       |
|                   |                   |                   | 朴書賢            | 智力組 第一名 | $100                  | $200                  | -                     | -                        | -                     | -                     | $300                  | $500                  | 淘汰                    |        |                       |                         |                       |
|                   |                   |                   | 蔡智媛            | 智力組 第六名 | -                     | -                     | $100                  | $200                     | $300                  | $400                  | $500                  | 淘汰                  |                         |        |                       |                         |                       |
|                   |                   |                   | 任東煥            | 體力組 第四名 | -                     | -                     | $100                  | $200                     | $300                  | $400                  | 淘汰                  |                       |                         |        |                       |                         |                       |
|                   |                   |                   | 朴夏愛            | 感官組 第七名 | $100                  | $200                  | -                     | -                        | -                     | -                     | 淘汰                  |                       |                         |        |                       |                         |                       |
|                   |                   |                   | 金熙俊            | 感官組 第二名 | -                     | -                     | $100                  | $300                     | $400                  | 淘汰                  |                       |                       |                         |        |                       |                         |                       |
|                   |                   |                   | 楊尚國            | 智力組 第二名 | $0                    | $100                  | -                     | -                        | -                     | 淘汰                  |                       |                       |                         |        |                       |                         |                       |
|                   |                   |                   | 崔雪花            | 體力組 第一名 | $100                  | $200                  | -                     | -                        | 淘汰                  |                       |                       |                       |                         |        |                       |                         |                       |
|                   |                   |                   | Oliver 張         | 智力組 第三名 | -                     | -                     | $100                  | 淘汰                     |                       |                       |                       |                       |                         |        |                       |                         |                       |
|                   |                   |                   | 楊智安            | 感官組 第四名 | $100                  | $200                  | 淘汰                  |                          |                       |                       |                       |                       |                         |        |                       |                         |                       |
|                   |                   |                   | 申宰赫            | 感官組 第六名 | -                     | 淘汰                  |                       |                          |                       |                       |                       |                       |                         |        |                       |                         |                       |
|                   |                   |                   | 尹泰真            | 感官組 第五名 | 淘汰                  |                       |                       |                          |                       |                       |                       |                       |                         |        |                       |                         |                       |
|                   |                   |                   |                   |               |                       |                       |                       |                          |                       |                       |                       |                       |                         |        |                       |                         |                       |
| Notes             | Notes             | Notes             | Notes             | 1             |                       |                       |                       | 2                        | 3                     | 4                     | 5                     |                       | 2                       | 6      |                       |                         | 7                     |
| 淘汰              | 淘汰              | 淘汰              | 淘汰              | (none)        | 尹泰真 被 Pharoh 淘汰 | 申宰赫 被 金熙俊 淘汰 | (none)                | (none)                   | (none)                | 金熙俊 被 MJ Kim 淘汰 | 任東煥 被 MJ Kim 淘汰 | 蔡智媛 被 MJ Kim 淘汰 | 洪師赫 被 尹 Macho 淘汰 | 不適用 | 寒星 被 尹 Macho 淘汰 | 尹 Macho 被 Pharoh 淘汰 | 黃仁善 被 縣慶烈 淘汰 |
| 淘汰              | 淘汰              | 淘汰              | 淘汰              | (none)        | (none)                | (none)                | 楊智安 被 楊尚國 淘汰 | Oliver 張 被 楊尚國 淘汰 | 崔雪花 被 李慧星 淘汰 | 楊尚國 被 李慧星 淘汰 | 朴夏愛 被 李慧星 淘汰 | (none)                | 朴書賢 被 李秉觀 淘汰   | 不適用 | (none)                | (none)                  | 李慧星 被 縣慶烈 淘汰 |

### 第二季
- 本季獎金將只能由隊長指定一人（含隊長本人）獨得。

| Days              | Days              | Days              | Days              | Day 1  | Day 2              | Day 3                 | Day 4              | Day 5                 | Day 6              | Day 7                 | Day 8                 | Day 9              | Day 10              | Day 11              | Day 12                   | Day 13                            | Day 13            |  |
| ----------------- | ----------------- | ----------------- | ----------------- | ------ | ------------------ | --------------------- | ------------------ | --------------------- | ------------------ | --------------------- | --------------------- | ------------------ | ------------------- | ------------------- | ------------------------ | --------------------------------- | ----------------- |  |
| 對抗遊戲 獲勝村落 | 對抗遊戲 獲勝村落 | 對抗遊戲 獲勝村落 | 對抗遊戲 獲勝村落 | (none) | 馬村               | 高村                  | 馬村               | 高村                  | 馬村               | 高村                  | 高村                  | 馬村               | 高村                | 高村                | 馬村                     | (none)                            | 高村              |  |
| 高村領袖          | 高村領袖          | 高村領袖          | 高村領袖          | (none) | MJ Kim             | MJ Kim                | 鄭仁泳             | 朱利安·姜             | 鶴辰               | Yury                  | 朱利安·姜             | 朱利安·姜          | 朴賢碩              | 朱利安·姜           | 朱利安·姜                | (none)                            | 張東民            |  |
| 馬村領袖          | 馬村領袖          | 馬村領袖          | 馬村領袖          | (none) | 金荷娜             | 金荷娜 朴光在         | 朴光在             | 朴光在 李天秀         | 李天秀             | 李天秀 孫泰浩         | 孫泰浩 曹準好         | 曹準好             | 曹準好              | 曹準好              | 曹準好                   | (none)                            | 曹準好            |  |
| 黑名單            | 黑名單            | 黑名單            | 黑名單            | (none) | (not used)         | (not used)            | (not used)         | 金荷娜                | 孫泰浩             | (not used)            | (not used)            | (not used)         | (not used)          | (not used)          | (not used)               | (none)                            | 不適用            |  |
|                   |                   |                   |                   |        |                    |                       |                    |                       |                    |                       |                       |                    |                     |                     |                          |                                   |                   |  |
|                   |                   |                   | 張東民            | 不適用 | -                  | -                     | -                  | -                     | -                  | -                     | -                     | -                  | -                   | -                   | -                        | -                                 | 獲勝              |  |
|                   |                   |                   | 朱利安·姜         | 不適用 | -                  | -                     | -                  | -                     | -                  | -                     | -                     | -                  | -                   | -                   | -                        | -                                 | 獲勝              |  |
|                   |                   |                   | 朴賢碩            | 不適用 | -                  | -                     | -                  | -                     | -                  | -                     | -                     | -                  | -                   | -                   | -                        | -                                 | 獲勝              |  |
|                   |                   |                   | 曹準好            | 不適用 | -                  | -                     | -                  | -                     | -                  | -                     | -                     | -                  | -                   | -                   | -                        | -                                 | 落敗              |  |
|                   |                   |                   | 權敏碩            | 不適用 | -                  | -                     | -                  | -                     | -                  | -                     | -                     | -                  | -                   | -                   | -                        | -                                 | 落敗              |  |
|                   |                   |                   | 孫泰浩            | 不適用 | -                  | -                     | -                  | -                     | -                  | -                     | -                     | -                  | -                   | -                   | -                        | -                                 | 落敗              |  |
|                   |                   |                   | 金會吉            | 不適用 | -                  | -                     | -                  | -                     | -                  | -                     | -                     | -                  | -                   | -                   | -                        | 淘汰                              |                   |  |
|                   |                   |                   | 鶴辰              | 不適用 | -                  | -                     | -                  | -                     | -                  | -                     | -                     | -                  | -                   | -                   | -                        | 淘汰                              |                   |  |
|                   |                   |                   | 鄭仁泳            | 不適用 | -                  | -                     | -                  | -                     | -                  | -                     | -                     | -                  | -                   | -                   | -                        | 淘汰                              |                   |  |
|                   |                   |                   | Alpha Go          | 不適用 | -                  | -                     | -                  | -                     | -                  | -                     | -                     | -                  | -                   | -                   | -                        | 淘汰                              |                   |  |
|                   |                   |                   | 具新春            | 不適用 | -                  | -                     | -                  | -                     | -                  | -                     | -                     | -                  | -                   | -                   | -                        | 淘汰                              |                   |  |
|                   |                   |                   | 劉盛玉            | 不適用 | -                  | -                     | -                  | -                     | -                  | -                     | -                     | -                  | -                   | -                   | 淘汰                     |                                   |                   |  |
|                   |                   |                   | Yury              | 不適用 | -                  | -                     | -                  | -                     | -                  | -                     | -                     | -                  | -                   | 淘汰                |                          |                                   |                   |  |
|                   |                   |                   | 李天秀            | 不適用 | -                  | -                     | -                  | -                     | -                  | -                     | -                     | -                  | 淘汰                |                     |                          |                                   |                   |  |
|                   |                   |                   | 高佑麗            | 不適用 | -                  | -                     | -                  | -                     | -                  | -                     | -                     | 淘汰               |                     |                     |                          |                                   |                   |  |
|                   |                   |                   | 鄭恩雅            | 不適用 | -                  | -                     | -                  | -                     | -                  | -                     | 淘汰                  |                    |                     |                     |                          |                                   |                   |  |
|                   |                   |                   | 朴光在            | 不適用 | -                  | -                     | -                  | -                     | -                  | 淘汰                  |                       |                    |                     |                     |                          |                                   |                   |  |
|                   |                   |                   | 金荷娜            | 不適用 | -                  | -                     | -                  | -                     | 淘汰               |                       |                       |                    |                     |                     |                          |                                   |                   |  |
|                   |                   |                   | MJ Kim            | 不適用 | -                  | -                     | -                  | 淘汰                  |                    |                       |                       |                    |                     |                     |                          |                                   |                   |  |
|                   |                   |                   | 李準碩            | 不適用 | -                  | -                     | 淘汰               |                       |                    |                       |                       |                    |                     |                     |                          |                                   |                   |  |
|                   |                   |                   | 金光鎮            | 不適用 | -                  | 淘汰                  |                    |                       |                    |                       |                       |                    |                     |                     |                          |                                   |                   |  |
|                   |                   |                   | Kasper            | 不適用 | 淘汰               |                       |                    |                       |                    |                       |                       |                    |                     |                     |                          |                                   |                   |  |
|                   |                   |                   |                   |        |                    |                       |                    |                       |                    |                       |                       |                    |                     |                     |                          |                                   |                   |  |
| Notes             | Notes             | Notes             | Notes             | 1      |                    |                       |                    | 2                     |                    |                       |                       | 2                  |                     |                     |                          |                                   |                   |  |
| 淘汰              | 淘汰              | 淘汰              | 淘汰              | (none) | Kasper 被 投票淘汰 | (none)                | 李準碩 被 投票淘汰 | (none)                | 金荷娜 被 投票淘汰 | (none)                | (none)                | 高佑麗 被 投票淘汰 | (none)              | (none)              | 劉盛玉 被 朱利安·姜 淘汰 | 金會吉 鶴辰 鄭仁泳 被 張東民 淘汰 | 馬村 被 高村 淘汰 |  |
| 淘汰              | 淘汰              | 淘汰              | 淘汰              | (none) | (none)             | 金光鎮 被 朴光在 淘汰 | (none)             | MJ Kim 被 李天秀 淘汰 | (none)             | 朴光在 被 孫泰浩 淘汰 | 鄭恩雅 被 曹準好 淘汰 | (none)             | 李天秀 被 Yury 淘汰 | Yury 被 曹準好 淘汰 | (none)                   | Alpha Go 具新春 被 曹準好 淘汰    | 馬村 被 高村 淘汰 |  |

## 收視率

### 第一季
| 集數 | 播出日期       | AGB收視率 | TNms收視率 |
| 1    | 2016年10月16日 | 1.263%    | 1.2%       |
| 2    | 2016年10月23日 | 1.144%    | 1.1%       |
| 3    | 2016年10月30日 | 0.831%    | 0.8%       |
| 4    | 2016年11月6日  | 0.714%    | 0.7%       |
| 5    | 2016年11月13日 | 0.848%    | 0.8%       |
| 6    | 2016年11月20日 | 0.736%    | 0.8%       |
| 7    | 2016年11月27日 | 0.613%    | 0.6%       |
| 8    | 2016年12月4日  | 0.660%    | 1.2%       |
| 9    | 2016年12月11日 | 0.926%    | 0.9%       |
| 10   | 2016年12月18日 | 1.017%    | 0.9%       |
| 11   | 2016年12月25日 | 0.575%    | 0.8%       |
| 12   | 2017年1月1日   | 0.745%    | 0.8%       |

### 第二季
| 集數 | 播出日期       | AGB收視率 | TNms收視率 |
| 1    | 2017年8月25日  | 0.842%    | 1.2%       |
| 2    | 2017年9月1日   | 1.073%    | 1.1%       |
| 3    | 2017年9月8日   | 1.015%    | 1.3%       |
| 4    | 2017年9月15日  | 1.351%    | 0.9%       |
| 5    | 2017年9月22日  | 1.050%    | 1.4%       |
| 6    | 2017年9月29日  | 1.288%    | 1.4%       |
| 7    | 2017年10月6日  | 1.335%    | 1.1%       |
| 8    | 2017年10月13日 | 1.254%    | 1.2%       |
| 9    | 2017年10月20日 | 1.240%    | 1.2%       |
| 10   | 2017年10月27日 | 1.243%    | 1.1%       |
| 11   | 2017年11月3日  | 1.132%    | 1.1%       |
| 12   | 2017年11月10日 | 1.341%    | 1.4%       |

## 資料來源
1. ↑  全新益智節目《SOCIETY GAME》海報公開 模擬社會鬥智鬥勇[永久]
2. ↑  《SOCIETY GAME》導演談《The Genius》 正面回應昔日爭議[永久]
3. ↑  《SOCIETY GAME》導演曝出演者選拔標準：與《The Genius》相似[永久]
4. ↑  .   [2017-08-03]. （原始内容存档于2017-08-03）.
5. ↑  고우리, ‘소사이어티 게임2’ 출연…22명 포스터 공개
6. ↑  .   [2017-08-03]. （原始内容存档于2019-10-03）.

## 外部連結
- 官方网站
- 社会游戏的Facebook專頁
- Daum上《社会游戏》的資料